# Šalovci, Središče ob Dravi
Šalovci je naselje v Občini Središče ob Dravi.